# Захер: История соблазна
«Захер: История соблазна» (нем. Das Sacher. In bester Gesellschaft) — двухсерийный австро-немецкий телевизионный фильм Роберта Дорнхельма. Премьерный показ первого эпизода мини-сериала состоялся 28 ноября 2016 года в венском кинотеатре «Metro-Kino».

## Сюжет

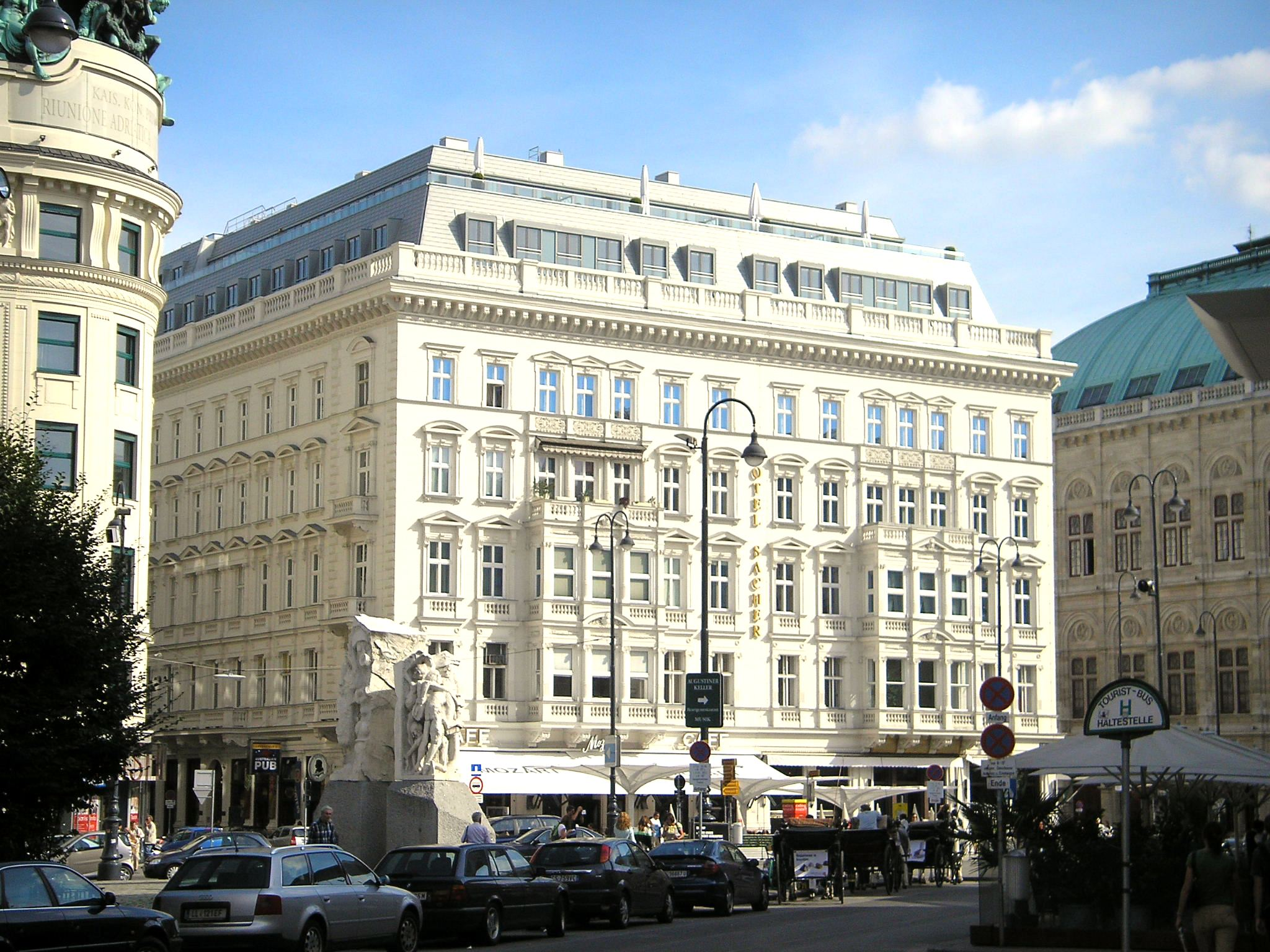
Вена, Отель «Захер»

Фильм рассказывает вымышленную историю о жизни венского отеля «Захер», а также про его владелицу Анну Захер, которая является невесткой австрийского кондитера Франца Захера, изобретателя одноимённого торта. 
Действие начинается в 1892 году со смерти владельца отеля Эдуарда Захера и охватывает период 30-ти лет, ещё до того момента, когда гостиница была официально объявлена банкротом.

## Производство
Съёмки проходили с 25 апреля по 3 июля 2016 года в Вене и Нижней Австрии, где были отсняты основные сцены в отеле «Захер». Фильм является совместным производством телеканалов ORF и ZDF. Телевизионная премьера первого эпизода прошла в Австрии 27 декабря 2016 года, трансляцию которого посмотрели 1,2 млн зрителей. В Германии премьера состоялась 16 января последующего года, первую серию наблюдали 7,17 млн зрителей. Мини-сериал, бюджет которого составлял 8 млн евро, был поддержан Фондом Венского кино.

## В ролях
| Актёр             | Роль                                |
| ----------------- | ----------------------------------- |
| Урсула Штраус     | владелица отеля Анна Захер          |
| Йозефина Пройс    | принцесса Констанция фон Траунштайн |
| Юлия Кошиц        | Марта Адерольд                      |
| Петер Симонишек   | Йозеф фон Траунштайн                |
| Август Шмёльцер   | Франц Захер                         |
| Флориан Штеттер   | Максимилиан Адерольд                |
| Ясна Фритци Бауэр | Мария Штадлер                       |
| Сузанна Вюст      | Софи Штадлер                        |
| Роберт Палфрадер  | швейцар Себастьян Майр              |
| Нина Пролль       | Катарина Шратт                      |
| Лоренс Рупп       | Ханс Георг фон Траунштайн           |
| Филипп Хохмайр    | эрцгерцог Австрии Отто Франц        |
| Роберт Штадлобер  | Фриц Лехнер                         |
| Софи Штокингер    | Анни Захер                          |

Полный актёрский состав на сайте IMDb

## Награды и номинации
| Награды и номинации | Награды и номинации                          | Награды и номинации         | Награды и номинации | Награды и номинации | Награды и номинации |
| Год                 | Награда                                      | Категория                   | Номинант            | Результат           |                     |
| ------------------- | -------------------------------------------- | --------------------------- | ------------------- | ------------------- | ------------------- |
| 2017                | Бэмби                                        | Лучшая национальная актриса | Юлия Кошиц          | Номинация           |                     |
| 2017                | Роми                                         | Любимая актриса             | Юлия Кошиц          | Номинация           |                     |
| 2017                | Роми                                         | Любимая актриса             | Урсула Штраус       | Победа              |                     |
| 2017                | Сеульская международная драматическая премия | Лучший сценарист            | Родика Дёхнерт      | Победа              |                     |